# Tempête sur la Manche
Pour les articles homonymes, voir Tempête (homonymie).
Tempête sur la Manche est une nouvelle de Georges Simenon, publiée en 1938. Elle fait partie de la série des Maigret.

## Historique
La nouvelle est écrite à Neuilly en hiver 1937-1938 ou à Porquerolles en mars 1938. Elle connaît une édition pré-originale dans l'hebdomadaire Police-Film, no 4 du 20 mai 1938.
La nouvelle est reprise dans le recueil Les Nouvelles Enquêtes de Maigret en 1944 chez Gallimard.

## Résumé
Le couple Maigret se rend à Dieppe pour prendre un bateau pour l'Angleterre. Le temps est tellement mauvais que la traversée de la Manche ne peut être assurée. Les Maigret doivent s'installer dans une pension de la ville portuaire.
Le soir même, Jeanne Fénard, une jeune femme qui travaille comme bonne à la pension où les Maigret sont descendus, est abattue. Maigret apprend que la patronne de la pension, la bonne assassinée et d'autres clients viennent d'une petite ville du Cher nommée Villecomtois, cet odonyme est en fait le gentilé de Villecomtal-sur-Arros.

## Éditions
- Édition originale : Gallimard, 1944
- Tout Simenon, tome 25, Omnibus, 2003  (ISBN 978-2-258-06110-1)
- Folio Policier, n° 679, 2013  (ISBN 978-2-07-030451-6)
- Tout Maigret, tome 10, Omnibus,  2019  (ISBN 978-2-258-15349-3)

## Adaptation
- Tempête sur la Manche, téléfilm français d'Édouard Logereau, avec Jean Richard et Samuel Le Bihan, diffusé en 1989